# Çukurova Üniversitesi

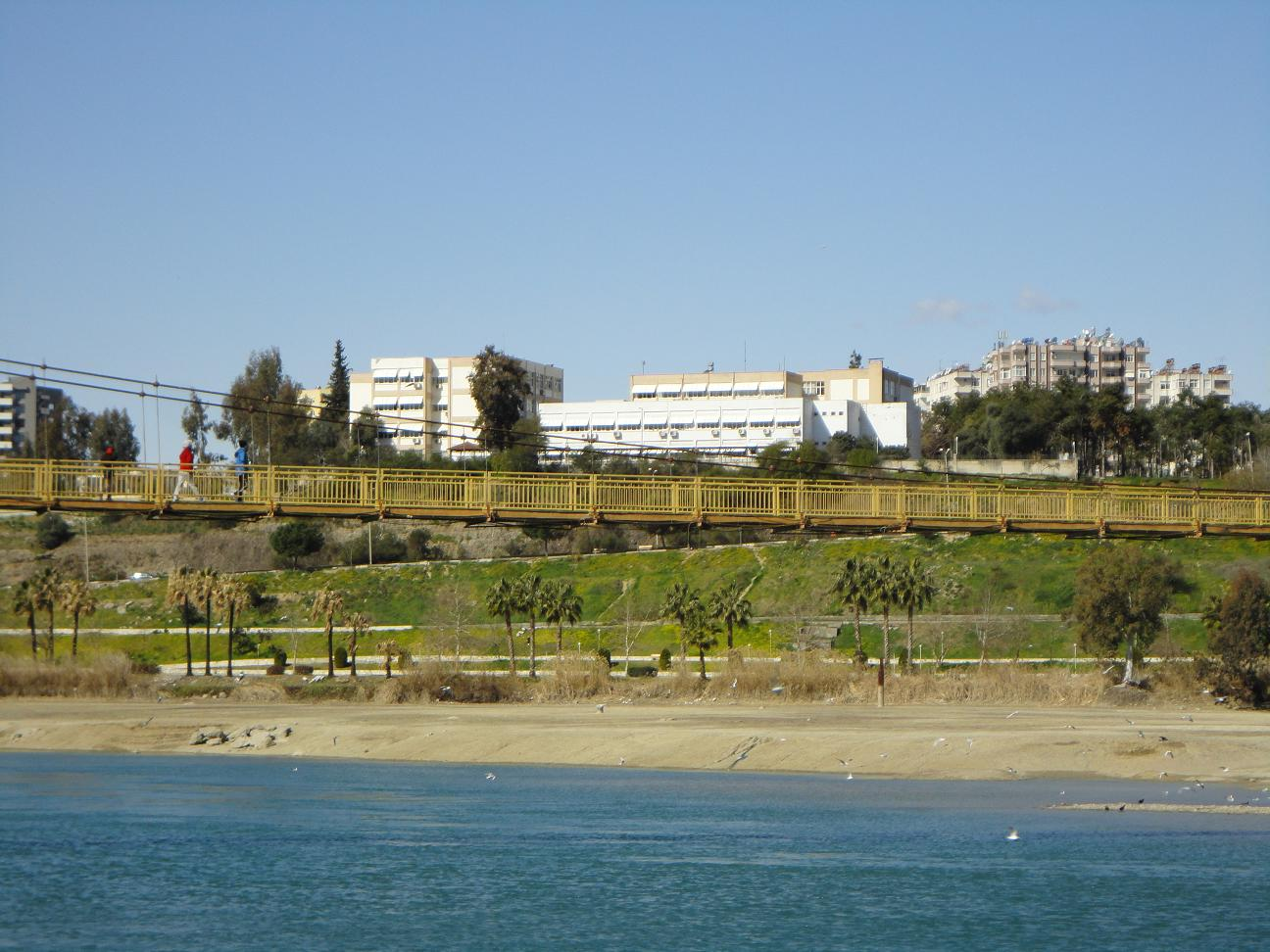
Campus der Çukurova Üniversitesi

Die Çukurova-Universität ist eine staatliche Universität in der südtürkischen Stadt Adana. Die Universität liegt am Seyhan-Stausee und ist etwa zehn Kilometer vom Stadtzentrum entfernt. Die Çukurova-Universität ist mit rund 46.000 Studenten eine der größten Universitäten der Türkei. Sie gliedert sich heute in neunzehn Fakultäten.

## Fakultäten
- Landwirtschaftliche Fakultät
- Medizinische Fakultät
- Fakultät für Naturwissenschaften und Literatur
- Fakultät für Ingenieurwissenschaften und Architektur
- Fakultät für Wirtschafts- und Verwaltungswissenschaften
- Fakultät für Rechtswissenschaft
- Fakultät für Pharmazie
- Fakultät für Zahnmedizin
- Fakultät für Pädagogik
- Fakultät für Kunst
- Fakultät für Theologie
- Fakultät für Gesundheitswissenschaften
- Fakultät für Kommunikationswissenschaften
- Fakultät für Fischereiwesen
- Ceyhan-Fakultät für Ingenieurswesen
- Ceyhan-Fakultät für Tiermedizin
- Kozan-Fakultät für Betriebswirtschaftslehre[2]
- Fakultät für Architektur
- Fakultät für Sportwissenschaften

Der Çukurova-Universität ist ein staatliches Konservatorium angeschlossen. Seit 1990 besteht eine wissenschaftliche Partnerschaft mit der TU Berlin in den Fachgebieten Agrarwissenschaften und Germanistik. Außerdem arbeitet sie im Zuge der Hochschulallianz EUPeace seit 2021 mit der Philipps-Universität Marburg und der Justus-Liebig-Universität Gießen zusammen.
Rektorin der Universität ist die Medizinerin Meryem Tuncel.